# Chiefs (клуб)
«Chiefs» — чемпионы Зимней Премьер-лиги «Logitech Кибергеймер» в 2014 году, четырехкратные победители сплитов Океанической Профессиональной Лиги по League of Legends (2015 и 2016 год), вице-чемпионы турецкой части IWCT 2015.

## Текущий состав
*по состоянию на 19 августа 2016 года

### Руководство
- Менеджер — Франк «Sangy» Ли (13 августа 2014 года — н.в.)

### Тренерский штаб
- Главный тренер — Джош «Jish» Кар-Ха́ммерстон (19 июня 2015 года — н.в.)
- Тренер — Тим «Volt» Клей (н.в.)

### Игроки
- Топ-лейнер — Брэ́ндэн «Swip3rR» Хо́лэнд (13 августа 2014 года — н.в.)
- Лесник — Сэмью́эл «Spookz» Бро́дли (13 августа 2014 года — н.в.)
- Мид-лейнер — Са́ймон «Swiffer» Папама́ркос (13 августа 2014 года — н.в.)
- Стрелок — Куин «Raes» Ко́рбритз (31 июля 2016 года — н.в.)
- Поддержка — Брайс «Egym» Пол (5 мая 2015 года — н.в.)

## Прежний состав

### Организация
- Менеджер — Э́йми «Sigils» Ла́у (13 августа 2014 года — 16 декабря 2015 года)
- Главный тренер — Баренто «Razleplasm» Мухаммед (Март — июнь 2015 года, «Team Dignitas EU»)

### Игроки
- Мид-лейнер — Бра́ун «Cheese» Да́ниэль (9 января 2016 года — май 2016 года, «Nuovo Gaming»)
- Стрелок — Дэ́рик «Raydere» Трэн (13 августа 2014 года — 31 июля 2016 года, «Dire Wolves»)
- Поддержка — Э́ндру «Rosey» Роуз (13 августа 2014 года — 1 мая 2015 года, 12 октября 2015 года — май 2016 года, «Tainted Minds»)

## История

### Основание
13 августа 2014 года бывшими игроками «Team Immunity» — Брэндэном «Swip3rR» Холэндом, Сэмьюэлем «Spookz» Бродли, Саймоном «Swiffer» Папамаркосом, Дэриком «Reydeye» Трэном, Эндру «Rosey» Роузом, а также менеджерами Франком «Sangy» Ли и Эйми «Sigils» Лау была образована новая команда с временным названием «Эксэдэс Гейминг». 29 августа 2014 года экс-«Team Immunity» были переименованы в «The Chiefs eSports Club».

### Пятый сезон
5 февраля 2015 года Chiefs начал выступление в первом сплите ОPL. После третьей недели регулярного сезона региональной лиги Океании они с четырьмя победами без единого поражения были на втором после «Dire Wolves» месте в тройке лучших команд опередив коллектив «Lergacy». Регулярный сезон «Chiefs» закончили на первом месте c тринадцатью победами и единственным поражением, которое они получили на шестой неделе регулярки от команды «Team4not OCE».
2 апреля 2015 года «Chiefs» играли в полуфинале первого сплита OPL против команды «Тим Имьюнити». Серия матчей до трёх побед завершилась со счётом 3:0 в пользу «шефов». «Чифз» вышли финал, где с таким же счётом обыграли «Дайэ Вулфз». Статус первых чемпионов ОПЛ позволил «шефам» представлять Океанию на IWCI 2015. Мид-лейнер «Чифс» — Саймон «Swiffer» Папамаркос был признан самым ценным игроком сплита.
IWCI 2015 проходил в Турции с 21 по 25 апреля 2015 года. На нём киберспортивный клуб The Chiefs eSports Club занял пятое место.
1 мая 2015 года из команды ушёл игрок поддержки Эндру «Rosey» Роуз, 5 мая 2015 года ему на замену из «Legacy Esports» пришёл Брайс «Egym» Пол.
25 мая 2015 года начался второй сплит OPL 2015, в котором киберспортивный клуб «Чифс» защищал чемпионский титул. По итогам регулярного сезона «шефы» прошли в плей-офф с первого места, имея 14 побед и ноль поражений. Выиграв полуфинальную серию со счётом 3-0 у «Авангарда», которые начали противопоставлять им что-то лишь к третьему сету серии, «Чифс» отправились в Сиднейский Луна-парк на гранд-финал против «Легаси и-Спотс». 19 июня 2015 года на смену ушедшего в отставку главному тренеру Баренто «Рэзлплазм» Мухаммеду к команде присоединился Джош «Джиш» Кар-Хаммерстон.
8 августа 2015 года состоялся гранд-финал второго сплита OPL 2015. «Чифс» с уверенностью забрали первые два сета, проиграв увеличившим давление «Легаси» третий. Победоносная четвёртая игра серии для «шефов» прошла в «агрессивно-классическом» для них стиле — серия завершилась со счётом 3-1.
Киберспортивный клуб «Чифс» получил право представлять Океанию в IWC Turkey, где он занял второе место и пропустил Чемпионат мира, проиграв в финале команде «Бангкок Титанс» из Таиланда со счётом 2:3.

### Шестой сезон
12 октября 2015 года в команду вернулся Эндру «Роузи» Роуз как запасной игрок поддержки. 16 декабря 2015 года команду покинула менеджер команды Эйми «Сигилс» Лау. 9 января 2016 года к «Чифс» в качестве мид-лейнера присоединяется Браун «Чиз(lQdChEeS)» Даниэль, чтобы временно заменить «Свифэра» — капитана команды, который до середины весеннего сплита будет находиться за границей.
Весенний сплит шестого сезона команда проводила в Про-лиге, по итогам регулярного сезона которой «Чифз» впервые в истории оказались на втором месте после «Легаси». Благодаря победе в полуфинале над «Син Гейминг» «шефы» вышли в финал, где обыграли «Легаси» со счётом 3:2, пройдя в отборочный этап на Mid-Season Invitational 2016, где «Чифс» заняли лишь шестое место в групповой стадии с тремя победами и четырьмя поражениями.
В мае 2016 года, после очередного неудачного выступления на уайлдкард-турнире, киберспортивный клуб «Чифс» начал выступление во втором сплите Океанической Профессиональной Лиги по League of Legends попрощавшись перед этим с Брауном «Чиз» Даниэлем, перешедшим в «Нуово Гейминг».
Регулярный сезон «шефы» завершили на третьем месте в турнирной таблице — на строчку выше них расположились «Дайэ Вулфз», их будущие противники в полуфинальной серии. «Легаси» — соперники «Чифс» в гранд-финалах прошлых двух сплитов подряд завладели лидерством регулярного сплита.
31 июля 2016 года о переходе в «Дайэ Вулвз» объявил стрелок команды Дэрик «Рейдир» Трэн, из этой же команды ему на замену пришёл Куин «Рэйз» Корбритз, а уже 3 августа «Рейдир» объявил о завершении карьеры. Попавшие в последний раунд борьбы за единственную путёвку на Отборочный этап Чемпионата мира через тай-брейки «волки», потерпели сокрушительное поражение от «шефов» со счётом 3-0. Такой же исход был и для соперников «Чифз» в брисбенском финале — «Легаси» не смогли продлить серию до пяти игр, проиграв все три карты.

## Достижения
| Место | Турнир                                                                                  | Место проведения Lan-финала      | Дата проведения                   | Призовые |
| 2014  | 2014                                                                                    | 2014                             | 2014                              | 2014     |
| ----- | --------------------------------------------------------------------------------------- | -------------------------------- | --------------------------------- | -------- |
| 1     | Logitech Кибергеймер — Премьер-лига. Зима второго сезона                                | онлайн                           | 8 августа — 18 октября 2014 года  | A$ 2,700 |
| 3-4   | Гранд Финал Океанического Регионального Турнира по LoL 2014                             | Супанова Поп Калчэ Экспo, Сидней | 3 октября — 2 ноября 2014 года    | A$ 6,000 |
| 2015  |                                                                                         |                                  |                                   |          |
| 1     | Океаническая Профессиональная Лига по League of Legends Сплит 1 2015 (Регулярный сезон) | онлайн                           | 5 февраля — 30 марта 2015 года    | нет      |
| 1     | Океаническая Профессиональная Лига по League of Legends Сплит 1 2015 (Плей-офф)         | Австралийская студия Riot Games  | 1 — 9 апреля 2015 года            | A$16,000 |
| 5     | IWCI 2015 (Групповой этап)                                                              | Фольксваген Арена, Стамбул       | 21 — 25 апреля 2015 года          | нет      |
| 1     | Океаническая Профессиональная Лига по League of Legends Сплит 2 2015 (Регулярный сезон) | онлайн                           | 25 мая — 7 июля 2015 года         | нет      |
| 1     | Океаническая Профессиональная Лига по League of Legends Сплит 2 2015 (Плей-офф)         | Луна-парк, Сидней                | 20 июля — 8 августа 2015 года     | A$16,000 |
| 2     | IWC Turkey 2015 (Групповой этап)                                                        | Турецкая студия Riot Games       | 21 — 25 апреля 2015 года          | нет      |
| 2016  |                                                                                         |                                  |                                   |          |
| 2     | Океаническая Профессиональная Лига по League of Legends Сплит 1 2016 (Регулярный сезон) | онлайн                           | 18 января — 22 марта 2016 года    | нет      |
| 1     | Океаническая Профессиональная Лига по League of Legends Сплит 1 2016 (Плей-офф)         | Австралийская студия Riot Games  | 29 марта — 5 апреля 2016 года     | A$16,000 |
| 6     | IWCI 2016 (Групповой этап)                                                              | Паласио де лос Депортс, Мехико   | 14 — 23 апреля 2016 года          | нет      |
| 3     | Океаническая Профессиональная Лига по League of Legends Сплит 2 2016 (Регулярный сезон) | онлайн                           | 23 мая — 26 июля 2016 года        | нет      |
| 1     | Океаническая Профессиональная Лига по League of Legends Сплит 2 2016 (Плей-офф)         | Кёриэр Мейл Пиэзэ, Брисбен       | 1 — 13 августа 2016 года          | A$16,000 |
| 6     | IWCQ 2016 (Групповой этап)                                                              | Бразильская студия Riot Games    | 24 августа — 4 сентября 2016 года | нет      |